# Ladelund
Ladelund is een gemeente in de Duitse deelstaat Sleeswijk-Holstein. De gemeente maakt deel uit van de Kreis Noord-Friesland. Ladelund telt 1.365 inwoners. Ladelund ligt aan de grens met Denemarken, niet ver van Rens (Denemarken), 20 km ten westen van Padborg (DK) en 25 km ten westen van Flensburg.
De naam van het, in 1352 voor het eerst schriftelijk vermelde, dorp is van Deense oorsprong; lade betekent: schuur, lund betekent: bos. Ladelund was een laatmiddeleeuwse nederzetting op een plek, waar bos is gerooid om boerderijen te kunnen beginnen.
De dichtstbij gelegen hoofdverkeersweg is de Bundesstraße 5 ter hoogte van Süderlügum, ten westen van Ladelund. Het dorp is met openbaar vervoer lastig te bereiken; er rijdt alleen af en toe een belbus naar het dorp.

## Kamp Ladelund

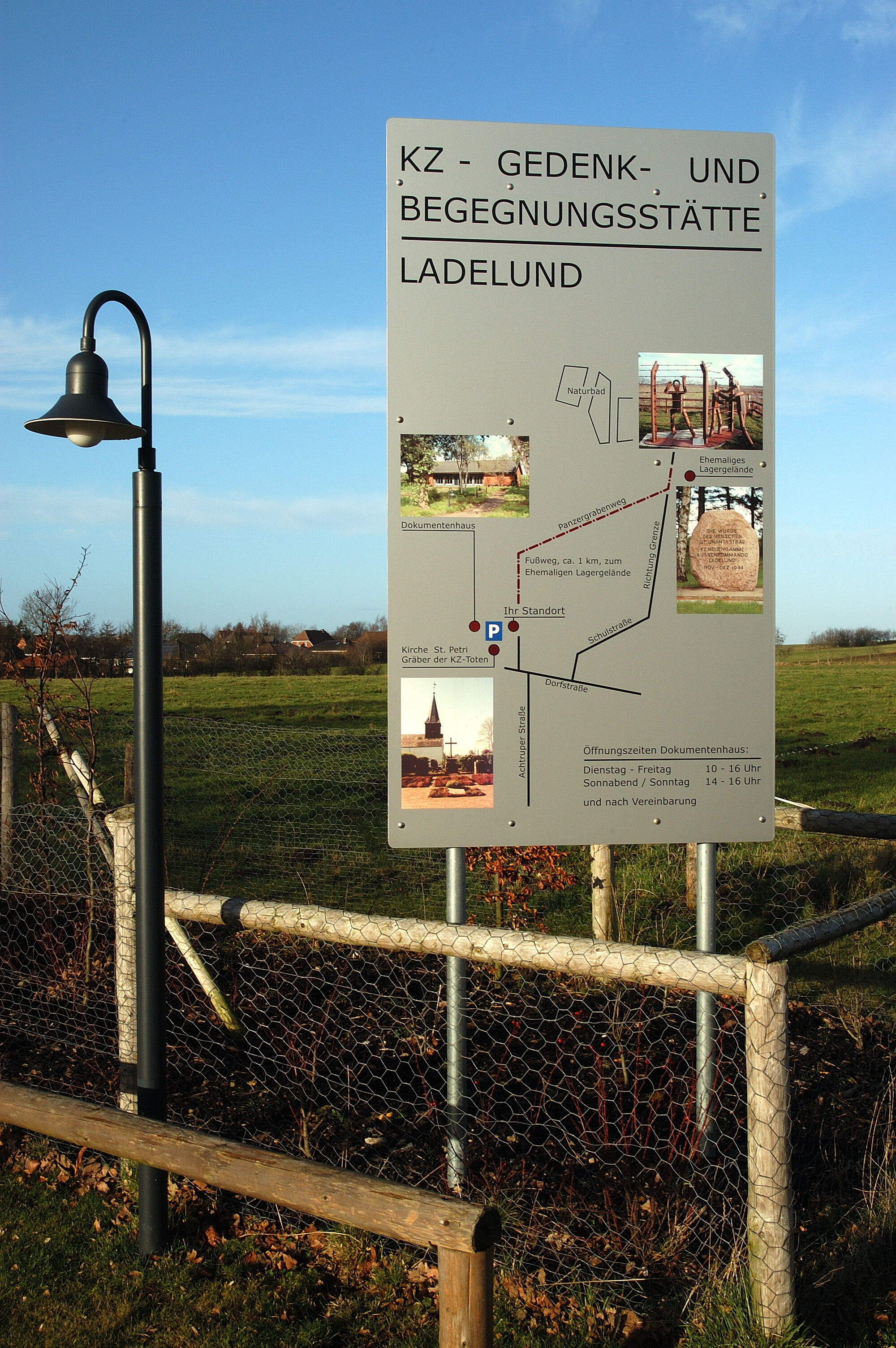
Ingang en plattegrond van de gedenkplaats (Gedenkstätte)
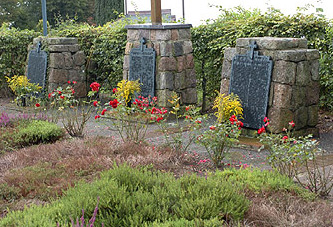
Monument met de namen van de slachtoffers van het kamp
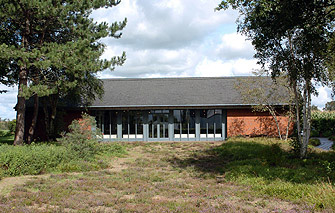
Museumgebouwtje (Dokumentenhaus) gebouwd in 1989, uitgebreid in 2006
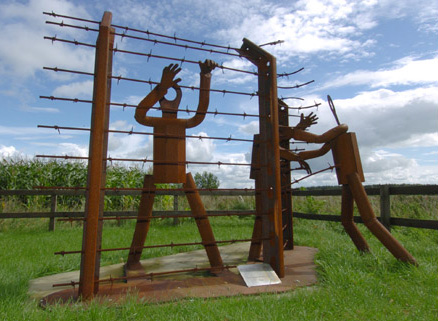
In 2002 door leerlingen van een plaatselijke MTS gemaakte stalen gedenksculptuur
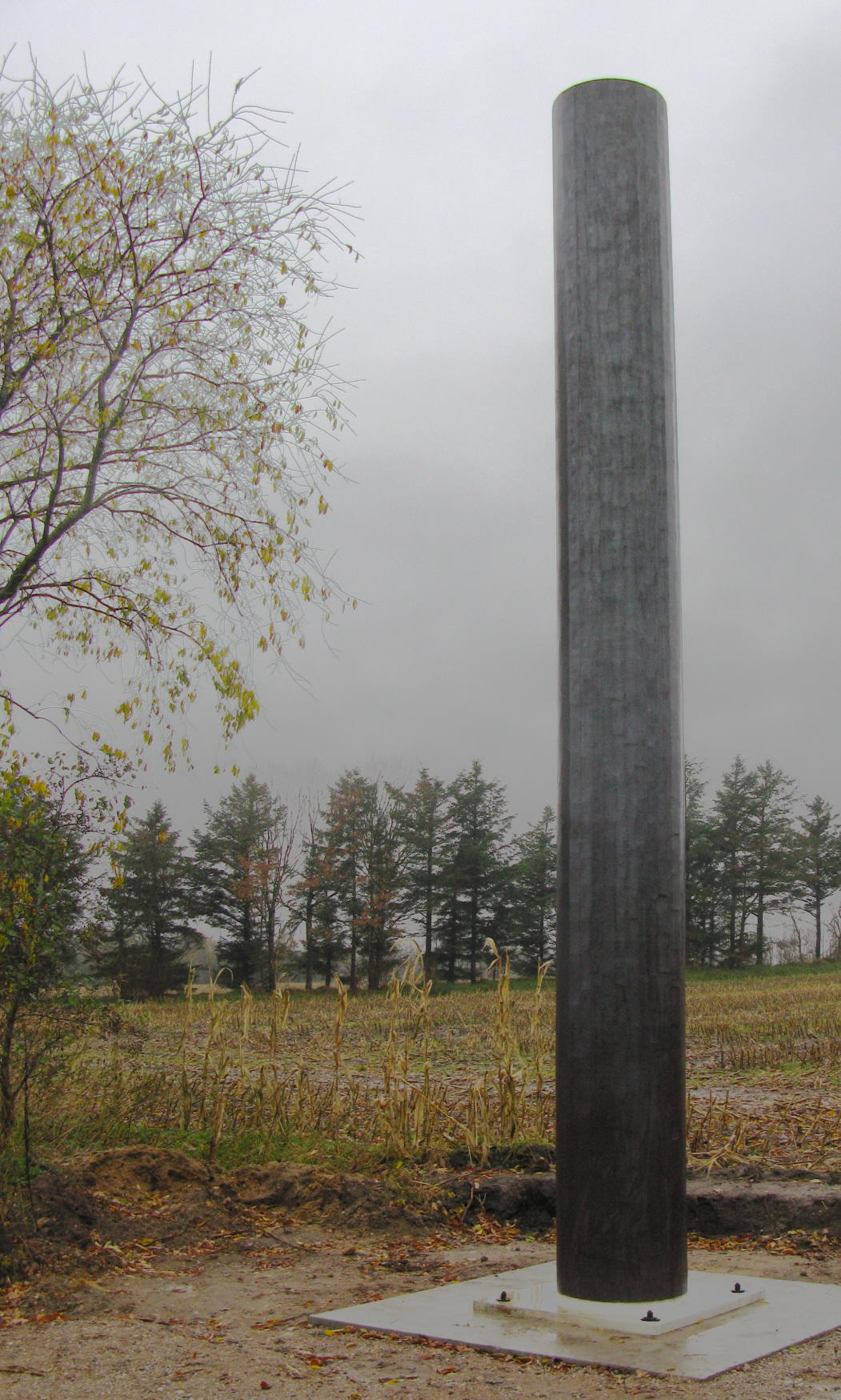
Stalen stèle „Das Mal“ door Ansgar Nierhoff (2010)

Tijdens de Tweede Wereldoorlog werd in Ladelund een buitenkamp van Neuengamme geopend. Het kamp bestond van 1 november tot 16 december 1944. De ruim 2000 gevangenen moesten werken aan de Friesenwall, een verdedigingslinie aan de kust van de Noordzee. Hitler had op 28 augustus 1944 het bevel gegeven om de linie van de Nederlandse grens tot de Deense grens aan te leggen uit angst voor een invasie vanuit zee. In totaal hebben 22.000 gevangenen aan het project gewerkt. De helft daarvan kwam uit Nederland, de andere helft uit Denemarken, Frankrijk en Polen. De gevangenen moesten 12 uren per dag werken, 7 dagen per week. De Friesenwall had een lengte van ongeveer 250 kilometer toen het project in februari 1945 werd stopgezet.
In de zes weken dat kamp Ladelund bestond overleden 301 gevangenen, waaronder 111 mannen die tijdens de razzia van Putten waren opgepakt.
In de jaren 2010-2017 is de gedenkplaats in etappes gemoderniseerd.
In 2019 is besloten een partnership tussen Ladelund en Putten aan te gaan